# ロジェ・エスタブレ
ロジェ・エスタブレ（Roger Establet、1938年 - ）は、フランスの社会学者。プロヴァンス大学名誉教授。社会学博士。
もともとはルイ・アルチュセールの弟子であった。その後ジョルジュ・ギュルヴィッチ、ミッシェル・ヴェレのもとで学び社会学者として活躍。『豊かさのなかの自殺』はデュルケーム『自殺論』以降の重要な自殺についての研究である。

## 著書
- 『資本論を読む』アルチュセールほか共著
- 『豊かさのなかの自殺』クリスチャン・ボードロ共著